# Station Ruisbroek-Sauvegarde
Het station Ruisbroek-Sauvegarde ligt in de wijk Sauvegarde in het zuiden van de deelgemeente Ruisbroek van de fusiegemeente Puurs-Sint-Amands aan de spoorlijn 52 Puurs - Antwerpen-Zuid. Het station was na mei 1980 ruim twintig jaar gesloten.
Het stationsgebouw was van het type 1893 R6. Bij de heropening van de halte werd er enkel een perron aangelegd, waardoor deze een simpele stopplaats werd.
Vroeger heette de stopplaats gewoon Sauvegarde.

## Treindienst
| Serie     | Treinsoort               | Route                                                                  | Bijzonderheden             |
| --------- | ------------------------ | ---------------------------------------------------------------------- | -------------------------- |
| S 32 2350 | S-trein Antwerpen (NMBS) | Puurs – Ruisbroek-Sauvegarde – Antwerpen-Centraal – Essen              | Rijdt alleen op werkdagen. |
| S 32 2550 | S-trein Antwerpen (NMBS) | Puurs – Ruisbroek-Sauvegarde – Antwerpen-Centraal – Essen – Roosendaal |                            |

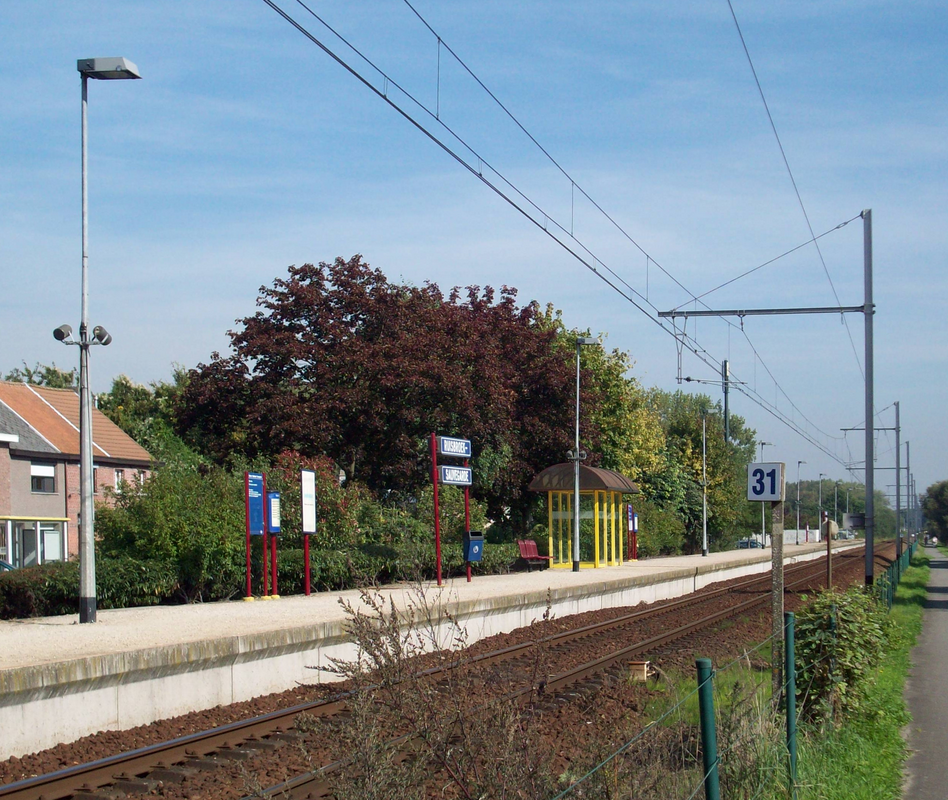
Overzicht
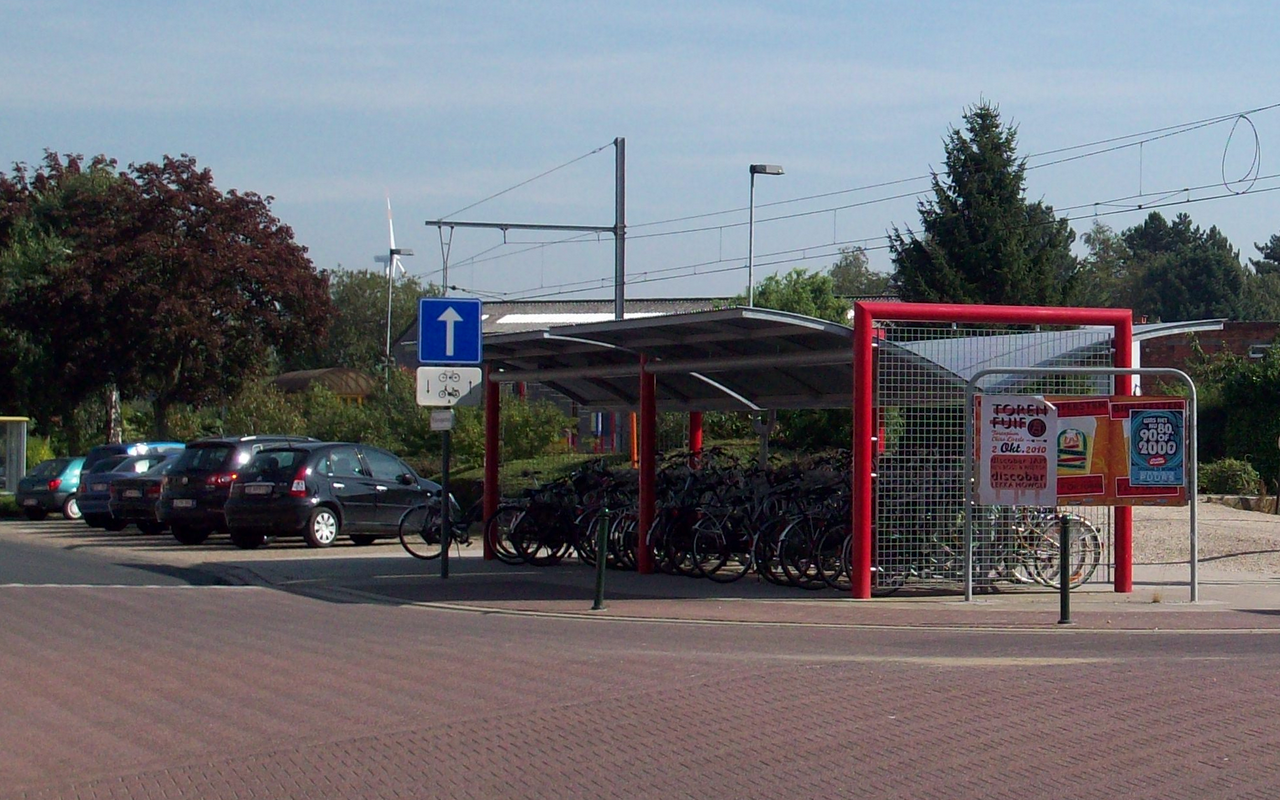
Fietsenstalling en parking

## Reizigerstellingen
De grafiek en tabel geven het gemiddeld aantal instappende reizigers weer op een week-, zater- en zondag.
| Tabel: aantal instappende reizigers station Ruisbroek-Sauvegarde | Tabel: aantal instappende reizigers station Ruisbroek-Sauvegarde | Tabel: aantal instappende reizigers station Ruisbroek-Sauvegarde | Tabel: aantal instappende reizigers station Ruisbroek-Sauvegarde |
|                                                                  | Weekdag                                                          | Zaterdag                                                         | Zondag                                                           |
| ---------------------------------------------------------------- | ---------------------------------------------------------------- | ---------------------------------------------------------------- | ---------------------------------------------------------------- |
| 1977                                                             | 126                                                              | -                                                                | -                                                                |
| 1978                                                             | 123                                                              | -                                                                | -                                                                |
| 1979                                                             | 131                                                              | -                                                                | -                                                                |
| 1980                                                             | -                                                                | -                                                                | -                                                                |
| 1981                                                             | -                                                                | -                                                                | -                                                                |
| 1982                                                             | -                                                                | -                                                                | -                                                                |
| 1983                                                             | -                                                                | -                                                                | -                                                                |
| 1984                                                             | -                                                                | -                                                                | -                                                                |
| 1985                                                             | -                                                                | -                                                                | -                                                                |
| 1986                                                             | -                                                                | -                                                                | -                                                                |
| 1987                                                             | -                                                                | -                                                                | -                                                                |
| 1988                                                             | -                                                                | -                                                                | -                                                                |
| 1989                                                             | -                                                                | -                                                                | -                                                                |
| 1990                                                             | -                                                                | -                                                                | -                                                                |
| 1991                                                             | -                                                                | -                                                                | -                                                                |
| 1992                                                             | -                                                                | -                                                                | -                                                                |
| 1993                                                             | -                                                                | -                                                                | -                                                                |
| 1994                                                             | -                                                                | -                                                                | -                                                                |
| 1995                                                             | -                                                                | -                                                                | -                                                                |
| 1996                                                             | -                                                                | -                                                                | -                                                                |
| 1997                                                             | -                                                                | -                                                                | -                                                                |
| 1998                                                             | -                                                                | -                                                                | -                                                                |
| 1999                                                             | -                                                                | -                                                                | -                                                                |
| 2000                                                             | 88                                                               | -                                                                | -                                                                |
| 2001                                                             | 98                                                               | -                                                                | -                                                                |
| 2002                                                             | 102                                                              | -                                                                | -                                                                |
| 2003                                                             | 121                                                              | -                                                                | -                                                                |
| 2004                                                             | 113                                                              | -                                                                | -                                                                |
| 2005                                                             | 113                                                              | -                                                                | -                                                                |
| 2006                                                             | 132                                                              | -                                                                | -                                                                |
| 2007                                                             | 113                                                              | -                                                                | -                                                                |
| 2008                                                             | -                                                                | -                                                                | -                                                                |
| 2009                                                             | 123                                                              | -                                                                | -                                                                |
| 2010                                                             | -                                                                | -                                                                | -                                                                |
| 2011                                                             | -                                                                | -                                                                | -                                                                |
| 2012                                                             | 172                                                              | -                                                                | -                                                                |
| 2013                                                             | 144                                                              | -                                                                | -                                                                |
| 2014                                                             | 159                                                              | -                                                                | -                                                                |
| 2015                                                             | 168                                                              | -                                                                | -                                                                |
| 2016                                                             | 147                                                              | -                                                                | -                                                                |
| 2017                                                             | 168                                                              | -                                                                | -                                                                |
| 2018                                                             | 187                                                              | 56                                                               | 62                                                               |
| 2019                                                             | 222                                                              | 33                                                               | 23                                                               |
| 2020                                                             | 121                                                              | 49                                                               | 38                                                               |
| 2021                                                             | -                                                                | -                                                                | -                                                                |
| 2022                                                             | 219                                                              | 80                                                               | 82                                                               |
| 2023                                                             | 280                                                              | 90                                                               | 70                                                               |
| 2024                                                             | 277                                                              | 113                                                              | 95                                                               |

0,0: Dendermonde ·
5,6: Baasrode-Noord ·
9,0: Sint-Amands ·
12,5: Oppuurs ·
15,3: Puurs ·
18,4: Ruisbroek-Sauvegarde ·
21,2: Boom ·
22,0: Boom-Krekelenberg ·
24,7: Niel ·
26,4: Schelle ·
27,6: Hemiksem ·
29,9: Hemiksem-Werkplaatsen ·
31,9: Hoboken-Kapelstraat ·
32,9: Hoboken-Polder ·
37,5: Antwerpen-Zuid